# Encyrtus bicolor
Encyrtus bicolor is een vliesvleugelig insect uit de familie Encyrtidae. De wetenschappelijke naam is voor het eerst geldig gepubliceerd in 1886 door De Stefani.